# Eugénie Grün
Eugénie Grün, née le 2 janvier 1821 à Valenciennes et morte le 4 octobre 1883 à Paris, est une artiste peintre française.

## Biographie
Eugénie Sophie Charpentier est la fille de François Louis Dominique Charpentier, docteur en médecine, et d'Eugénie Catherine Douchy.
Élève de Léon Cogniet, elle expose au Salon de 1840 à 1868. 
Elle épouse Alphonse Grün en juin 1842, à Valenciennes.
En 1845, elle reçoit une médaille de 3e classe.
Elle travaille dans les ateliers de Théodore Deck en décorant la porcelaine
Elle meurt à son domicile de la rue Jacob à l'âge de 62 ans.
Elle est inhumée deux jours plus tard au cimetière du Montparnasse.